# 亞歷山德魯·加茨坎
亞歷山德魯·加茨坎（羅馬尼亞語：Alexandru Gațcan；1984年3月27日—）是一位摩爾多瓦足球運動員。在場上的位置是中場。他現在效力於俄羅斯足球超級聯賽球隊羅斯托夫足球俱樂部。他擁有俄羅斯國籍。他也代表摩爾多瓦國家足球隊參賽。